# Сул-Санааг-Айн

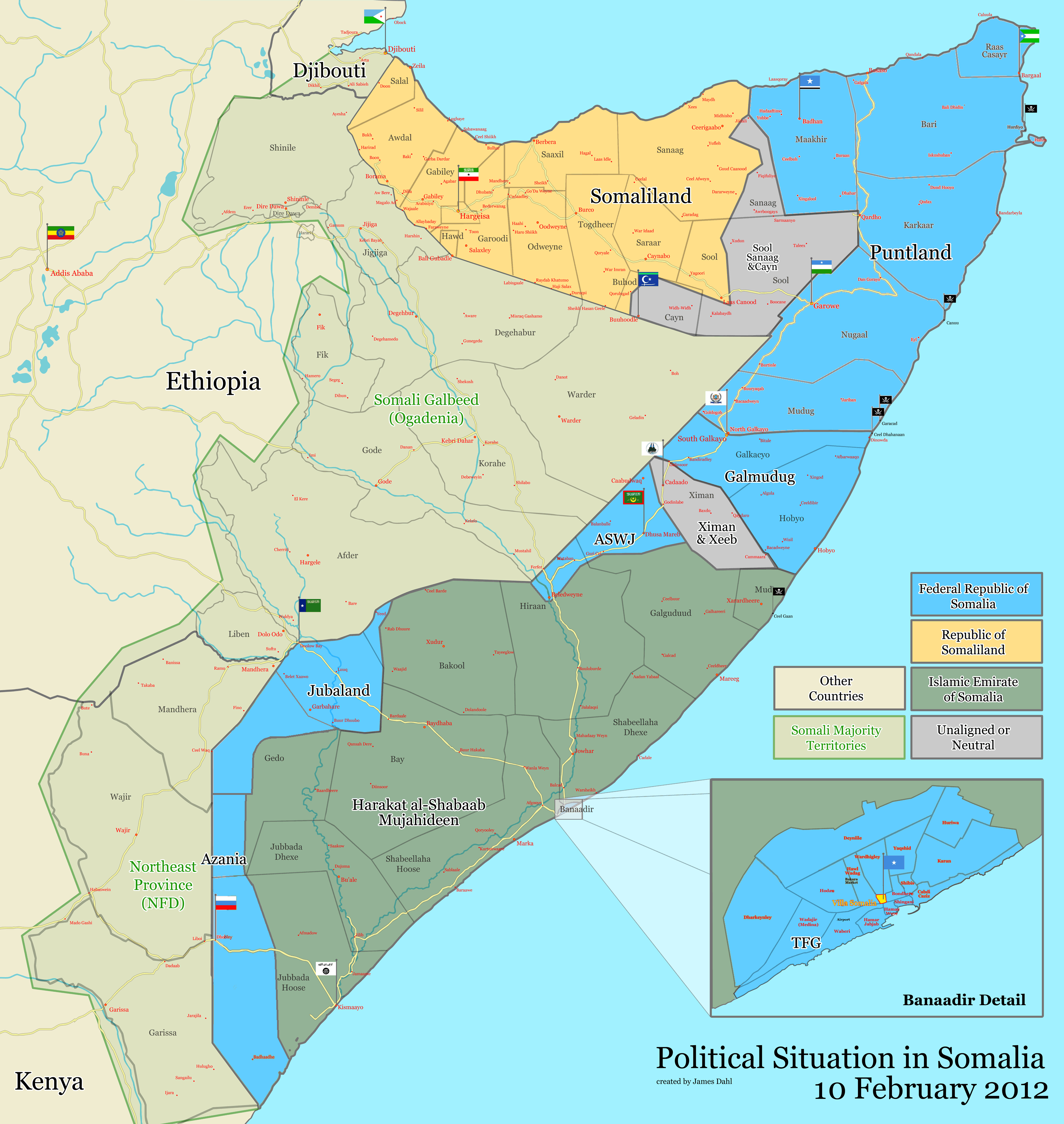
Карта Сомалі (лютий, 2012)

Ця стаття — про автономне державне утворення, що існувало з 2010 по 2012 рік. Стаття про державу на території провінцій Сул, Санааг і Айн, що існував у 2008–2009 рр., — Нортленд (Сомалі). Стаття про сучасну державу на даній території — Хатумо
Сул-Санааг-Айн (сом. Sool Sanaag Cayn (SSC), англ. Sool Sanaag Ayn) — колишня невизнана автономна держава у північній частині африканського півострова Сомалі на території східної частини колишньої колонії Британське Сомалі. Визнавалася міжнародним співтовариством частиною фактично неіснуючої держави Сомалі. Одночасно з цим на дану територію претендували сусідні невизнані держави: Сомаліленд і Пунтленд. Столиця — місто Лас Анод, з 2007 року знаходиться під контролем Сомаліленду. Боротьбу за створення автономії в складі єдиного Сомалі веде організація HBM-SSC (Hoggaanka Badbaadada iyo Mideynta SSC), що є по суті армією Сула, Санаага і Айна. Основний союзник HBM-SSC — сусідній Пунтленд. Противники — Сомаліленд і Ефіопія. У 2012 році на місці Сул-Санааг-Айна створена автономія Хатумо у складі Сомалі.